# 吴詠湘

吴詠湘（1914年—1970年），中国人民解放军将领、中国人民解放军开国少将。
曾任中国人民志愿军21军军长。1955年，授予中国人民解放军少将。